# King Gizzard & The Lizard Wizard
King Gizzard & The Lizard Wizard is een Australische rockband, opgericht in Melbourne in 2010. De band bestaat uit Stu Mackenzie, Ambrose Kenny-Smith, Cook Craig, Joey Walker, Lucas Harwood en Michael Cavanagh. De band staat bekend om het maken van muziek in verschillende genres, hun energieke optredens en hun rijke discografie van bijna veertig albums (waaronder 14 live-albums).

## Discografie

### Albums
- 12 Bar Bruise (2012)
- Eyes Like the Sky (2013)
- Float Along – Fill Your Lungs (2013)
- Oddments (2014)
- I'm in Your Mind Fuzz (2014)
- Quarters! (2015)
- Paper Mâché Dream Balloon (2015)
- Nonagon Infinity (2016)
- Flying Microtonal Banana (2017)
- Murder of the Universe (2017)
- Sketches of Brunswick East (with Mild High Club, 2017)
- Polygondwanaland (2017)
- Gumboot Soup (2017)
- Fishing for Fishies (2019)
- Infest the Rats' Nest (2019)
- K.G. (2020)
- L.W. (2021)
- Butterfly 3000 (2021)
- Made in Timeland (2022)
- Omnium Gatherum (2022)
- Ice, Death, Planets, Lungs, Mushrooms and Lava (2022)
- Laminated Denim (2022)
- Changes (2022)
- PetroDragonic Apocalypse; or, Dawn of Eternal Night: An Annihilation of Planet Earth and the Beginning of Merciless Damnation (2023)
- The Silver Cord (2023)
- Flight b741 (2024)
- Phantom Island (2025)